# 布農語

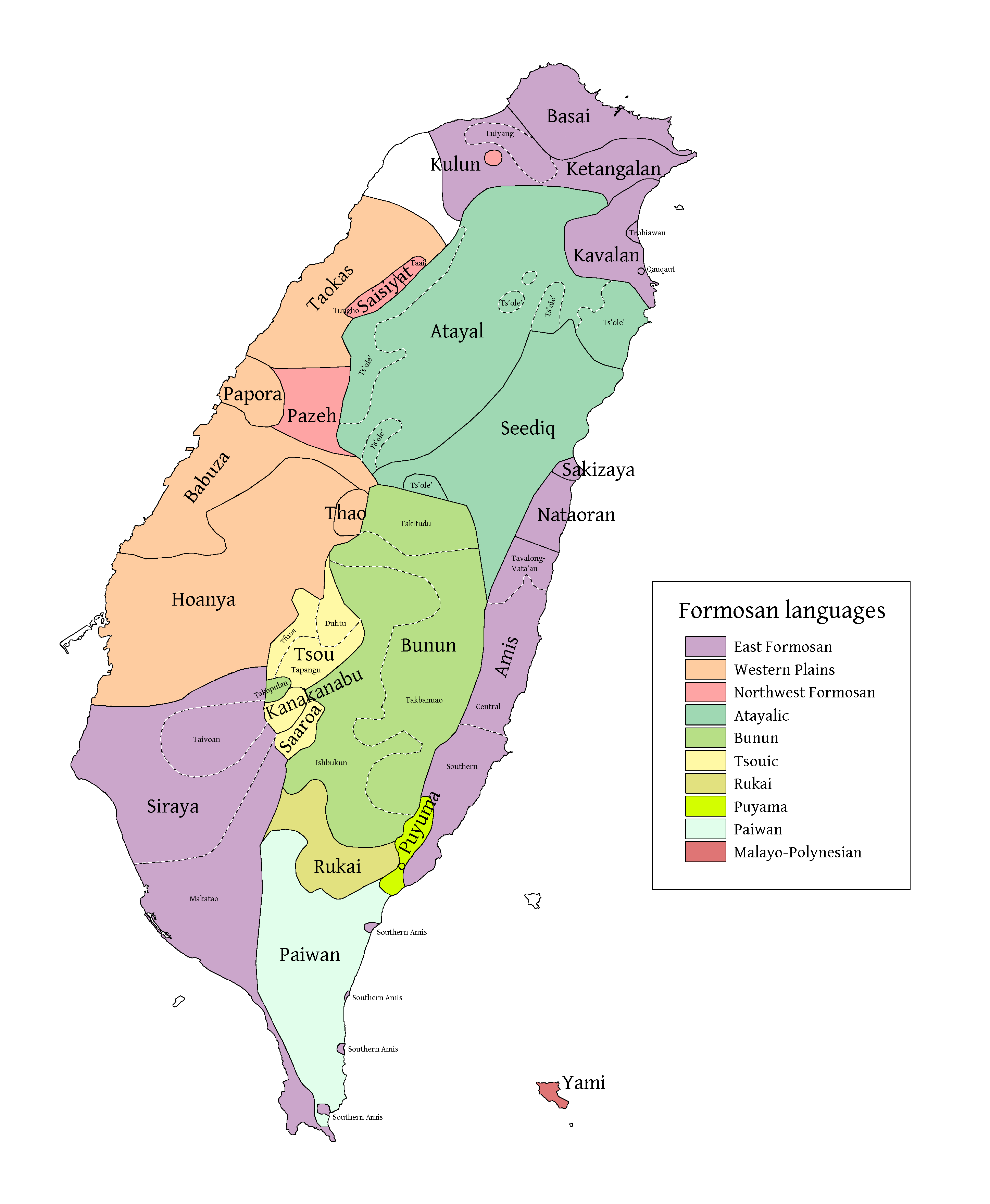
漢人遷台之前的台灣南島語言分布圖(按 Blust, 1999).東台灣"蘭嶼島(深紅色)表示為使用馬來-玻里尼西亞語族巴丹語群達悟語的區域.

布農語是南島語系的一種，用拉丁文字書寫，為台灣布農族的民族語言，並且也被拉阿魯哇族和卡那卡那富族作為通用語。 目前台灣原住民布農語認證考試分為卓群布農語、卡群布農語、丹群布農語、巒群布農語、郡群布農語等五群。

## 方言群
布農語在族群遷移之歷史上發展為6個方言社群，分別為：
- 卓群（Takituduh）
- 卡群（Takibakha）
- 丹群（Takivatan）
- 巒群（Takbanuaz）
- 郡群（Isbukun）
- 蘭群/鄒族化（Takopulan/Takupuyanu）

- 原始布農語
  - 郡社群 Isbukun
  - 北部-中部
    - 北部
      - 卓社群 Takituduh
      - 卡社群 Takibakha

    - 中部
      - 巒社群 Takbanuaz
      - 丹社群 Takivatan

除在20世紀30年代蘭社群被毗鄰的鄒族所同化外、其餘5個社群為現代布農語群的基本組成單元。布農語群分裂的大致過程為郡社群先獨立出來，再而巒社群分裂出丹社群及卡社群，後來卡社群分裂出卓社群。也因大約從17世紀末、18世紀初族群開始分裂而進行南北不同方向的遷移，以致到21世紀布農語形成5大方言語群的區別。
就布農族分布範圍而言，卓社群、卡社群兩者為北部（南投信義、仁愛）通行的布農語。丹社群、巒社群布農語通行於中部地區（南投、花蓮）。而郡社群的布農語則是布農族裡的主導語言，主要通行在南部地區（南投、花蓮、台東、高雄）。古老的布農族曾採用類似象形文字的畫曆來記事，現行採用拉丁字母來拼寫。

### 族名表示格式
一般布農族在自我介紹的簡歷上都會註明寫著《某某人個人名 + 氏族名(某社群)》之格式，例：Bukun Ismahasan Islituan (Isbukun)（卜袞·伊斯瑪哈單·伊斯立端(郡社群)）。

## 音系
布農語的音系之音位大都使用適當的Unicode符號來標示。在台灣南島語的書寫系統的訂定上，元輔音之音系表原則上都是先「發音部位」（橫列）、後「發音方法」（縱列）、再考量「清濁音」，來訂定其音系之音位架構。

## 文法
在文法的分類上台灣南島語並不同於一般的分析語或其它综合语裡的動詞、名詞、形容詞、介詞和副詞等之基本詞類分類。比如台灣南島語裡普遍沒有副詞，而副詞的概念一般以動詞方式呈現、可稱之為「副動詞」，類之於俄语裡的副動詞。 布農語文法分類是將基礎的文法之詞類、詞綴、字詞結構及分類法，對比分析語等之詞類分類法加以條析判別。

## 詞彙比較
| 詞彙       | 1     | 2     | 3   | 4    | 5     | 人    | 眼睛  | 狗          | 日子             | 新    | 我們 （包含式） | 什麼                       | 火    |
| ---------- | ----- | ----- | --- | ---- | ----- | ----- | ----- | ----------- | ---------------- | ----- | --------------- | -------------------------- | ----- |
| 卡群布農語 | tas'a | dusa' | tau | pat  | hima' | bunun | mata' | acu'        | qani'an/ diqanin | baqlu | ata             | ma/maq/ma'a/ maqa/ ma'aqtu | sapuz |
| 丹群布農語 | tas-a | dusa  | tau | paat | hima  | bunun | mata' | asu         | qani-anan        | baqlu | mita            | maan/ manan/ mimaan        | sapuz |
| 巒群布農語 | tas-a | dusa  | tau | paat | hima  | bunun | mata  | asu/ tu-tut | qanian           | baklu | ata/ mita       | ma-aq/ mavia tu            | sapuz |
| 郡群布農語 | tasa  | dusa  | tau | pat  | ima   | bunun | mata  | asu         | hanian           | bahlu | kata/ mita      | maz/ mikuabin tu           | sapuz |

## 腳註
1. ↑  "Bunun" （页面存档备份，存于）,UNESCO Interactive Atlas of the World’s Languages in Danger,2018年/3月4日查閱.
2. ↑  .   [2017-08-03]. （原始内容存档于2017-08-04）.
3. ↑  Hammarström, Harald; Forkel, Robert; Haspelmath, Martin; Bank, Sebastian (编). . . Jena: Max Planck Institute for the Science of Human History. 2016.
4. ↑  UNESCO Atlas of the World's Languages in danger, UNESCO
5. ↑  Blust, R. (1999). "Subgrouping, circularity and extinction: some issues in Austronesian comparative linguistics" in E. Zeitoun & P.J.K Li (Ed.) Selected papers from the Eighth International Conference on Austronesian Linguistics (pp. 31-94). Taipei: Academia Sinica.
6. ↑  齊莉莎(Zeitoun, Elizabeth)，"布農語參考語法"，遠流，臺北，p.40,2000。
7. ↑  國立台灣師範大學進修推廣學院,"98年度原住民族語言能力認證考試".   [2017-03-01]. （原始内容存档于2009-12-17）.,臺北市,2009.
8. ↑  江慧真／調查採訪,"李健秋借助科技 打造原住民語典".   [2012-08-05]. （原始内容存档于2012-08-10）.,中國時報,2012-08-05/00:59.
9. ↑  原民風味館,"布農族象形文字".   [2012-12-22]. （原始内容存档于2016-03-04）.,臺北市政府原住民族事務委員會,2012年查閱.
10. ↑  行政院原住民族委員會,"原住民族語言書寫系統" （页面存档备份，存于）,台語字第0940163297號,原民教字第09400355912號公告,中華民國94年12月15日.
11. ↑  張永利,"台灣南島語言語法：語言類型與理論的啟示(Kavalan)" （页面存档备份，存于）,語言學門熱門前瞻研究,2010年12月/12卷1期,pp.112-127.

## 外部連結
- 南投縣本土教育資訊網
- 布農族網路社群
- 中央研究院南島語數位典藏
- 中央研究院語言學研究所
- 高雄縣鄉土語言-布農語
- 山地農村農業廣播教學節目-布農語母語教學 （页面存档备份，存于）